# Лез-Ашар
Лез-Ашар (фр. Les Achards) — муніципалітет у Франції, у регіоні Пеї-де-ла-Луар, департамент Вандея. Лез-Ашар утворено 1 січня 2017 року шляхом злиття муніципалітетів Ла-Шапель-Ашар i Ла-Мот-Ашар. Адміністративним центром муніципалітету є Ла-Мот-Ашар. Населення — 5391 особа (01.01.2021).